# Грессоне-Сен-Жан
Грессоне-Сен-Жан, Ґрессоне-Сен-Жан (фр. Gressoney-Saint-Jean, нім. Kressnau Sankt Johann) — муніципалітет в Італії, у регіоні Валле-д'Аоста.
Грессоне-Сен-Жан розташоване на відстані близько 580 км на північний захід від Рима, 39 км на схід від Аости.
Населення — 809 осіб (2014).
Щорічний фестиваль відбувається 24 червня. Покровитель — Іван Хреститель.

## Демографія
Населення за роками:

Станом на 1 січня 2023 року в муніципалітеті офіційно проживало 39 іноземців з 16 країн, серед них 10 громадян країн Євросоюзу та 7 громадян України.

## Сусідні муніципалітети
- Аяс
- Брюссон
- Габі
- Грессоне-Ла-Триніте
- Расса
- Рива-Вальдоббія